# Университет Форт-Хэйр
Университет Форт-Хэр (англ. University of Fort Hare) — публичный университет в городе Элис, Восточно-Капская провинция ЮАР. В 1916—1959 годах был основным вузом, где могли получить образование чёрные южноафриканцы. Университет предоставлял западное высококачественное образование чернокожим — выходцам из многих стран субсахарской Африки, создавая чернокожую элиту. Позднее многие из выпускников стали национальными лидерами или участниками политических движений.
В 1959 году университет подпал под ограничения, связанные с апартеидом. В последние годы апартеида территория, на которой располагался университет, относилась к ограниченно независимому бантустану Сискей. После отмены апартеида вошёл в систему высшего образования ЮАР, хотя среди его студентов по-прежнему преобладают чернокожие.
В 1990-е годы университет подвергся значительной реорганизации, при нём было создано 14 новых институтов, а количество факультетов сокращено до 5 (педагогика, право, менеджмент и коммерция, наука и сельское хозяйство, социальные и гуманитарные науки). Каждый из факультетов предоставляет квалификацию вплоть до докторской степени.
Основной кампус расположен на реке Тьюме, в городе Элис, в 50 км к западу от Кинг-Уильямс-Тауна. В 2011 году в элисском кампусе обучалось около 6400 студентов. Второй кампус в городе Бишо в Восточной Капской провинции был построен в 1990 году, он вмещает всего несколько сот студентов. Наконец, в 2004 г. был присоединён кампус в г. Ист-Лондон (бывший университет Родса), где обучается около 4300 студентов.

## Известные выпускники
| Имя                   | Даты жизни                        | Примечания |
| --------------------- | --------------------------------- | --- |
| Гован Мбеки           | 9 июля 1910 — 30 августа 2001     | Политик ЮАР |
| Юсуф Луле             | 10 апреля 1912 — 21 января 1985   | Временный президент Уганды (1979)                                                                                                 |
| Седрик Фатуди         | 27 мая 1912 — 7 октября 1987      | Премьер-министр бантустана Лебова (1972—1987)                                                                                     |
| Кайзер Матанзима      | 5 июня 1915 — 15 июня 2003        | Президент бантустана Транскей |
| Нельсон Мандела       | 18 июля 1918 — 5 декабря 2013     | Бывший президент ЮАР (был исключён и позднее окончил Университет Витватерсранда)                                                  |
| Серетсе Кхама         | 1 июля 1921 — 13 июля 1980        | Первый президент Ботсваны |
| Джулиус Ньерере       | 19 июля 1922 — 14 октября 1999    | Президент Танзании |
| Герберт Читепо        | 15 июня 1923 — 18 марта 1975      | Лидер Союза африканского народа Зимбабве                                                                                          |
| Роберт Собукве        | 5 декабря 1924 — 27 февраля 1978  | Основатель Панафриканистского конгресса                                                                                           |
| Роберт Мугабе         | 21 февраля 1924 — 6 сентября 2019 | Президент Зимбабве, учился в 1949—1951 годах                                                                                      |
| Кеннет Каунда         | 28 апреля 1924 — 17 июня 2021     | Первый президент Замбии |
| Мангосуту Бутелези    | род. 27 августа 1928              | Лидер зулусской партии Инката — не окончив, перевёлся в Университет Наталя, где учил историю. Позднее возглавил бантустан Квазулу |
| Десмонд Туту          | 7 октября 1931 — 26 декабря 2021  | Архиепископ в отставке, правозащитник ЮАР, капеллан Форт-Хэра в 1960 году. Лауреат Нобелевской премии мира 1984 года              |
| Фрэнк Мдлалозе        | 29 ноября 1931 — 4 апреля 2021    | Первый премьер-министр провинции Квазулу-Натал                                                                                    |
| Крис Хани             | 28 июня 1942 — 10 апреля 1993     | Лидер Южно-Африканской коммунистической партии — исключён, позднее окончил Университет Родса                                      |
| Махенкеси Стофиле     | 27 декабря 1944 — 15 августа 2016 | Министр спорта и отдыха ЮАР, посол ЮАР в Германии, вице-президент ВАДА                                                            |
| Иви Матсепе-Касабурри | 18 сентября 1937 — 6 апреля 2009  | И.о. президента ЮАР |